# Ahmed Hassan (football)
Pour les articles homonymes, voir Ahmed Hassan et Hassan.
Ahmed Hassan (arabe : أحمد حسن) est un footballeur égyptien, né le 2 mai 1975  à Maghagha (en). Il mesure 1,75 m pour 70 kg et a été élu meilleur élément de la Coupe d'Afrique des nations 2006 et de la Coupe d'Afrique des nations 2010. Il n'a pas de liens de parenté avec les frères Hossam et Ibrahim Hassan. Il est l'un des joueurs les plus capés en sélection (184 matchs).

## Sa carrière
Ahmed Hassan commence sa carrière professionnelle comme arrière droit à l’Assouan SC qui joue dans une des divisions inférieures du championnat égyptien. Après une saison, il est recruté par un des clubs majeurs en Égypte, le Ismaily SC. Il a 20 ans lorsqu’il est sélectionné pour la première fois en équipe d'Égypte de football pour un match amical contre le Ghana le 29 décembre 1995.
Après plusieurs performances de haut niveau avec l’équipe nationale égyptienne lors de la Coupe d'Afrique des nations de football 1998, y compris un but marqué par un tir lointain en finale contre l’Afrique du Sud, Hassan attire le regard des clubs européens. Le club turc de Kocaelispor l’engage. Il a alors 22 ans. En 2000 il est transféré à Denizlispor avant de rejoindre en 2001 son coéquipier international égyptien Abdel Zaher El-Saqua à Gençlerbirliği SK.
Après trois saisons au cours desquelles Hassan parvient avec son club par deux fois en finale de la Coupe de Turquie de football, il est recruté par un des grands clubs d'Istanbul, le Beşiktaş JK. Il y est très régulièrement titulaire. Il impressionne son entraîneur, le Français Jean Tigana qui n’hésite pas à faire appel à lui pour encadrer les jeunes joueurs de l’équipe. Tigana dit de lui qu’il est un « joueur assidu qui est rapide et talentueux ».
En 2006, il est nommé "meilleur joueur de la Coupe d'Afrique des nations". Approché par de nombreux clubs européens comme Fulham FC, Rangers FC, Newcastle United et l’Espanyol Barcelone, il choisit finalement de signer pour le club d'Anderlecht pour y jouer la Ligue des champions. Il y partage le milieu du terrain avec Lucas Biglia et Jan Polák. Après deux belles années en Belgique, il retourne jouer en Égypte. Il s’engage alors pour le club d'Al Ahly SC.
Il détient le record de Coupe d'Afrique des nations remportées avec 4 titres en 1998, 2006, 2008 et 2010.

## Palmarès

### En club
Ismaily SC
- Coupe d'Égypte
  - Vainqueur (1) : 1997

 RSC Anderlecht
- Championnat de Belgique
  - Champion (1) : 2007
- Coupe de Belgique
  - Vainqueur (1) : 2008
- Supercoupe de Belgique
  - Vainqueur (2) : 2006, 2007

 Al Ahly SC
- Championnat d'Égypte
  - Champion (3) : 2008, 2009, 2010
- Ligue des champions de la CAF
  - Vainqueur (1) : 2008
- Coupe d'Égypte
  - Finaliste (1) : 2010
- Supercoupe d'Égypte
  - Vainqueur (2) : 2008, 2010
- Supercoupe d'Afrique
  - Vainqueur (1) : 2008

 Zamalek SC
- Coupe d'Égypte
  - Vainqueur (1) : 2013

### En sélection nationale
Égypte
- Coupe d'Afrique des nations
  - Vainqueur (4) : 1998, 2006, 2008, 2010
- Élu meilleur joueur de la CAN en 2006 et 2010.

## Statistiques détaillées
Dernière mise à jour le 16 avril 2010
| Club           | Saison         | Championnat | Championnat | Continental | Continental | Coupes | Coupes | Total | Total |     | International | International |
| Club           | Saison         | App         | Buts        | App         | Buts        | App    | Buts   | App   | Buts  | App | But           |               |
| Kocaelispor    | SL 1998-99     | 29          | 1           | 0           | 0           | 0      | 0      | 29    | 1     | 13  | 1             |               |
| Kocaelispor    | SL 1999-00     | 20          | 3           | 0           | 0           | 0      | 0      | 20    | 3     | 15  | 0             |               |
| Kocaelispor    | SL 2000-01     | 11          | 1           | 0           | 0           | 0      | 0      | 11    | 1     | 3   | 0             |               |
| Kocaelispor    | Sous-total     | 60          | 5           | 0           | 0           | 0      | 0      | 60    | 5     | 31  | 1             |               |
| Denizlispor    | SL 2000-01     | 20          | 4           | 0           | 0           | 0      | 0      | 20    | 4     | 14  | 4             |               |
| Denizlispor    | SL 2001-02     | 10          | 4           | 0           | 0           | 0      | 0      | 10    | 4     | 3   | 0             |               |
| Denizlispor    | Sous-total     | 30          | 8           | 0           | 0           | 0      | 0      | 30    | 8     | 17  | 4             |               |
| Gençlerbirligi | SL 2001-02     | 15          | 10          | 0           | 0           | 0      | 0      | 15    | 10    | 8   | 0             |               |
| Gençlerbirligi | SL 2002-03     | 27          | 13          | 0           | 0           | 0      | 0      | 27    | 13    | 6   | 3             |               |
| Gençlerbirligi | Sous-total     | 42          | 23          | 0           | 0           | 0      | 0      | 42    | 23    | 14  | 3             |               |
| Beşiktaş       | SL 2003-04     | 26          | 14          | 7           | 0           | 0      | 0      | 33    | 14    | 10  | 2             |               |
| Beşiktaş       | SL 2004-05     | 29          | 9           | 5           | 1           | 0      | 0      | 34    | 10    | 7   | 4             |               |
| Beşiktaş       | SL 2005-06     | 24          | 5           | 6           | 0           | 0      | 0      | 30    | 5     | 14  | 4             |               |
| Beşiktaş       | Sous-total     | 79          | 28          | 18          | 1           | 0      | 0      | 97    | 29    | 31  | 10            |               |
| Anderlecht     | JL 2008-09     | 30          | 12          | 5           | 0           | 0      | 0      | 35    | 12    | 8   | 2             |               |
| Anderlecht     | JL 2008-09     | 26          | 9           | 11          | 1           | 5      | 1      | 42    | 11    | 15  | 2             |               |
| Anderlecht     | Sous-total     | 56          | 21          | 16          | 1           | 5      | 1      | 77    | 23    | 23  | 4             |               |
| Al Ahly SC     | PL 2008-09     | 23          | 5           | 7           | 0           | 4      | 2      | 34    | 7     | 11  | 2             |               |
| Al Ahly SC     | PL 2009-10     | 21          | 7           | 1           | 0           | 0      | 0      | 22    | 7     | 16  | 5             |               |
| Al Ahly SC     | Sous-total     | 44          | 12          | 8           | 0           | 4      | 2      | 56    | 14    | 27  | 7             |               |
| Total carrière | Total carrière | 311         | 97          | 42          | 2           | 9      | 3      | 362   | 102   | 143 | 29            |               |

### Matchs internationaux
| Matchs internationaux de Ahmed Hassan | Matchs internationaux de Ahmed Hassan | Matchs internationaux de Ahmed Hassan | Matchs internationaux de Ahmed Hassan | Matchs internationaux de Ahmed Hassan |
|                                       | Date                                  | Adversaire                            | Minutes jouées                        | Compétition                           |
| ------------------------------------- | ------------------------------------- | ------------------------------------- | ------------------------------------- | ------------------------------------- |
| 1.                                    | 29 décembre 1995                      | Ghana                                 | 79e                                   | Match amical                          |
| 2.                                    | 8 janvier 1996                        | Tunisie                               | ?'                                    | Match amical                          |
| 3.                                    | 22 mars 1996                          | Émirats arabes unis                   | 90 min                                | Match amical                          |
| 4.                                    | 25 mars 1996                          | Corée du Sud                          | 90 min                                | Match amical                          |
| 5.                                    | 26 mai 1996                           | Ghana                                 | 90 min                                | Match amical                          |
| 6.                                    | 4 octobre 1996                        | Maroc                                 | 45e                                   | Qualifications CAN 1998               |
| 7.                                    | 1er novembre 1996                     | Mali                                  | 90 min                                | Match amical                          |
| 8.                                    | 8 novembre 1996                       | Namibie                               | 80e 11e                               | Qualifications Coupe du monde 1998    |
| 9.                                    | 5 janvier 1997                        | Biélorussie                           | 90 min                                | Match amical                          |
| 10.                                   | 12 janvier 1997                       | Tunisie                               | 81e                                   | Qualifications Coupe du monde 1998    |
| 11.                                   | 25 janvier 1997                       | Sénégal                               | 90 min                                | Qualifications CAN 1998               |
| 12.                                   | 18 février 1997                       | Koweït                                | 90 min                                | Match amical                          |
| 13.                                   | 23 février 1997                       | Éthiopie                              | 90 min                                | Qualifications CAN 1998               |
| 14.                                   | 26 avril 1997                         | Namibie                               | 45e                                   | Qualifications Coupe du monde 1998    |
| 15.                                   | 8 juin 1997                           | Tunisie                               | 90 min                                | Qualifications Coupe du monde 1998    |
| 16.                                   | 13 juillet 1997                       | Sénégal                               | 90 min                                | Qualifications CAN 1998               |
| 17.                                   | 27 juillet 1997                       | Éthiopie                              | 90 min 62e                            | Qualifications CAN 1998               |
| 18.                                   | 17 août 1997                          | Liberia                               | 90 min                                | Qualifications Coupe du monde 1998    |
| 19.                                   | 3 décembre 1997                       | Ghana                                 | ?'                                    | Match amical                          |
| 20.                                   | 18 décembre 1997                      | Togo                                  | ?' 6e                                 | Match amical                          |
| 21.                                   | 20 décembre 1997                      | Algérie                               | 90 min                                | Match amical                          |
| 22.                                   | 22 décembre 1997                      | Cameroun                              | 90 min                                | Match amical                          |
| 23.                                   | 24 décembre 1997                      | Algérie                               | 90 min                                | Match amical                          |
| 24.                                   | 25 janvier 1998                       | Thaïlande                             | ?'                                    | Match amical                          |
| 25.                                   | 27 janvier 1998                       | Corée du Sud                          | 70e                                   | Match amical                          |
| 26.                                   | 10 février 1998                       | Mozambique                            | 90 min                                | CAN 1998                              |
| 27.                                   | 13 février 1998                       | Zambie                                | 90 min                                | CAN 1998                              |
| 28.                                   | 21 février 1998                       | Côte d'Ivoire                         | 90 min                                | CAN 1998                              |
| 29.                                   | 25 février 1998                       | Burkina Faso                          | 90 min                                | CAN 1998                              |
| 30.                                   | 28 février 1998                       | Afrique du Sud                        | 90 min 5e                             | CAN 1998                              |
| 31.                                   | 16 septembre 1998                     | Côte d'Ivoire                         | 90 min                                | Match amical                          |
| 32.                                   | 29 septembre 1998                     | Macédoine du Nord                     | 90 min                                | Match amical                          |
| 33.                                   | 18 novembre 1998                      | Norvège                               | 90 min                                | Match amical                          |
| 34.                                   | 16 décembre 1998                      | Afrique du Sud                        | 88e                                   | Match amical                          |
| 35.                                   | 27 décembre 1998                      | Koweït                                | 90 min                                | Match amical                          |
| 36.                                   | 16 février 1999                       | Bulgarie                              | 90 min                                | Match amical                          |
| 37.                                   | 30 mars 1999                          | Belgique                              | 88e                                   | Match amical                          |
| 38.                                   | 13 juin 1999                          | Croatie                               | 85e                                   | Match amical                          |
| 39.                                   | 15 juin 1999                          | Corée du Sud                          | 81e                                   | Match amical                          |
| 40.                                   | 29 juin 1999                          | Zimbabwe                              | 45e                                   | Match amical                          |
| 41.                                   | 10 juillet 1999                       | Nouvelle-Zélande                      | 90 min                                | Match amical                          |
| 42.                                   | 15 juillet 1999                       | Nouvelle-Zélande                      | 90 min                                | Match amical                          |
| 43.                                   | 25 juillet 1999                       | Bolivie                               | 90 min                                | Coupe des confédérations 1999         |
| 44.                                   | 27 juillet 1999                       | Mexique                               | 90 min 79e                            | Coupe des confédérations 1999         |
| 45.                                   | 29 juillet 1999                       | Arabie saoudite                       | 54e                                   | Coupe des confédérations 1999         |
| 46.                                   | 12 novembre 1999                      | Ghana                                 | 45e                                   | Match amical                          |
| 47.                                   | 14 novembre 1999                      | Namibie                               | 45e                                   | Match amical                          |
| 48.                                   | 4 janvier 2000                        | Togo                                  | 45e                                   | Match amical                          |
| 49.                                   | 9 janvier 2000                        | Côte d'Ivoire                         | 90 min                                | Match amical                          |
| 50.                                   | 18 janvier 2000                       | Togo                                  | 90 min                                | Match amical                          |
| 51.                                   | 23 janvier 2000                       | Zambie                                | 78e                                   | CAN 2000                              |
| 52.                                   | 1er février 2000                      | Burkina Faso                          | 73e                                   | CAN 2000                              |
| 53.                                   | 7 février 2000                        | Tunisie                               | 62e                                   | CAN 2000                              |
| 54.                                   | 20 avril 2000                         | Maurice                               | 90 min                                | Qualifications Coupe du monde 2002    |
| 55.                                   | 23 avril 2000                         | Maurice                               | 90 min                                | Qualifications Coupe du monde 2002    |
| 56.                                   | 7 juin 2000                           | Iran                                  | 90 min                                | Match amical                          |
| 57.                                   | 9 juin 2000                           | Corée du Sud                          | 45e                                   | Match amical                          |
| 58.                                   | 17 juin 2000                          | Ghana                                 | 90 min                                | Match amical                          |
| 59.                                   | 9 juillet 2000                        | Sénégal                               | 90 min                                | Qualifications Coupe du monde 2002    |
| 60.                                   | 2 septembre 2000                      | Côte d'Ivoire                         | 90 min                                | Qualifications CAN 2002               |
| 61.                                   | 8 octobre 2000                        | Soudan                                | 45e                                   | Qualifications CAN 2002               |
| 62.                                   | 6 janvier 2001                        | Émirats arabes unis                   | 45e                                   | Match amical                          |
| 63.                                   | 9 janvier 2001                        | Zambie                                | 45e                                   | Match amical                          |
| 64.                                   | 14 janvier 2001                       | Libye                                 | 90 min 47e 62e                        | Qualifications CAN 2002               |
| 65.                                   | 17 janvier 2001                       | Chine                                 | 90 min                                | Match amical                          |
| 66.                                   | 23 janvier 2001                       | Corée du Nord                         | 45e                                   | Match amical                          |
| 67.                                   | 28 janvier 2001                       | Maroc                                 | 90 min                                | Qualifications Coupe du monde 2002    |
| 68.                                   | 24 février 2001                       | Namibie                               | 90 min                                | Qualifications Coupe du monde 2002    |
| 69.                                   | 11 mars 2001                          | Algérie                               | 90 min                                | Qualifications Coupe du monde 2002    |
| 70.                                   | 24 avril 2001                         | Canada                                | 45e                                   | Match amical                          |
| 71.                                   | 6 mai 2001                            | Sénégal                               | 90 min                                | Qualifications Coupe du monde 2002    |
| 72.                                   | 3 juin 2001                           | Soudan                                | 90 min 20e 51e                        | Qualifications CAN 2002               |
| 73.                                   | 10 juin 2001                          | Kenya                                 | 90 min                                | Match amical                          |
| 74.                                   | 17 juin 2001                          | Côte d'Ivoire                         | 68e                                   | Qualifications CAN 2002               |
| 75.                                   | 30 juin 2001                          | Maroc                                 | 90 min                                | Qualifications Coupe du monde 2002    |
| 76.                                   | 13 juillet 2001                       | Namibie                               | 90 min                                | Qualifications Coupe du monde 2002    |
| 77.                                   | 21 juillet 2001                       | Algérie                               | 90 min                                | Qualifications Coupe du monde 2002    |
| 78.                                   | 10 novembre 2001                      | Afrique du Sud                        | 90 min                                | Match amical                          |
| 79.                                   | 30 décembre 2001                      | Qatar                                 | 90 min                                | Match amical                          |
| 80.                                   | 4 janvier 2002                        | Ghana                                 | 90 min                                | Match amical                          |
| 81.                                   | 6 janvier 2002                        | Mali                                  | 90 min                                | Match amical                          |
| 82.                                   | 11 janvier 2002                       | Burkina Faso                          | 54e                                   | Match amical                          |
| 83.                                   | 20 janvier 2002                       | Sénégal                               | 90 min                                | CAN 2002                              |
| 84.                                   | 25 janvier 2002                       | Tunisie                               | 90 min                                | CAN 2002                              |
| 85.                                   | 31 janvier 2002                       | Zambie                                | 90 min                                | CAN 2002                              |
| 86.                                   | 4 février 2002                        | Cameroun                              | 78e                                   | CAN 2002                              |
| 87.                                   | 7 septembre 2002                      | Madagascar                            | 90 min                                | Qualifications CAN 2004               |
| 88.                                   | 12 février 2003                       | Danemark                              | 90 min 20e                            | Match amical                          |
| 89.                                   | 19 mars 2003                          | Qatar                                 | 90 min                                | Match amical                          |
| 90.                                   | 29 mars 2003                          | Maurice                               | 90 min                                | Qualifications CAN 2004               |
| 91.                                   | 30 avril 2003                         | France                                | 90 min                                | Match amical                          |
| 92.                                   | 8 juin 2003                           | Maurice                               | 90 min 79e 90e                        | Qualifications CAN 2004               |
| 93.                                   | 10 octobre 2003                       | Sénégal                               | 90 min                                | Match amical                          |
| 94.                                   | 15 novembre 2003                      | Afrique du Sud                        | 90 min                                | Match amical                          |
| 95.                                   | 18 novembre 2003                      | Suède                                 | 81e                                   | Match amical                          |
| 96.                                   | 8 janvier 2004                        | Rwanda                                | 90 min 59e 68e                        | Match amical                          |
| 97.                                   | 14 janvier 2004                       | RD Congo                              | 45e                                   | Match amical                          |
| 98.                                   | 17 janvier 2004                       | Burkina Faso                          | 45e                                   | Match amical                          |
| 99.                                   | 25 janvier 2004                       | Zimbabwe                              | 90 min                                | CAN 2004                              |
| 100.                                  | 29 janvier 2004                       | Algérie                               | 71e                                   | CAN 2004                              |
| 101.                                  | 3 février 2004                        | Cameroun                              | 90 min                                | CAN 2004                              |
| 102.                                  | 20 juin 2004                          | Côte d'Ivoire                         | 81e                                   | Qualifications Coupe du monde 2006    |
| 103.                                  | 4 juillet 2004                        | Bénin                                 | 28e 66e                               | Qualifications Coupe du monde 2006    |
| 104.                                  | 5 septembre 2004                      | Cameroun                              | 75e 74e                               | Qualifications Coupe du monde 2006    |
| 105.                                  | 8 octobre 2004                        | Libye                                 | 90 min                                | Qualifications Coupe du monde 2006    |
| 106.                                  | 27 mars 2005                          | Libye                                 | 73e 76e                               | Qualifications Coupe du monde 2006    |
| 107.                                  | 27 mai 2005                           | Koweït                                | 59e 52e                               | Match amical                          |
| 108.                                  | 5 juin 2005                           | Soudan                                | 59e                                   | Qualifications Coupe du monde 2006    |
| 109.                                  | 19 juin 2005                          | Côte d'Ivoire                         | 71e                                   | Qualifications Coupe du monde 2006    |
| 110.                                  | 4 septembre 2005                      | Bénin                                 | 90 min                                | Qualifications Coupe du monde 2006    |
| 111.                                  | 8 octobre 2005                        | Cameroun                              | 90 min                                | Qualifications Coupe du monde 2006    |
| 112.                                  | 16 novembre 2005                      | Tunisie                               | 90 min                                | Match amical                          |
| 113.                                  | 27 décembre 2005                      | Ouganda                               | 90 min                                | Match amical                          |
| 114.                                  | 5 janvier 2006                        | Zimbabwe                              | 45e                                   | Match amical                          |
| 115.                                  | 14 janvier 2006                       | Afrique du Sud                        | 72e                                   | Match amical                          |
| 116.                                  | 20 janvier 2006                       | Libye                                 | 90 min 78e                            | CAN 2006                              |
| 117.                                  | 24 janvier 2006                       | Maroc                                 | 65e                                   | CAN 2006                              |
| 118.                                  | 28 janvier 2006                       | Côte d'Ivoire                         | 90 min                                | CAN 2006                              |
| 119.                                  | 3 février 2006                        | RD Congo                              | 90 min 33e 88e                        | CAN 2006                              |
| 120.                                  | 7 février 2006                        | Sénégal                               | 90 min 37e                            | CAN 2006                              |
| 121.                                  | 10 février 2006                       | Côte d'Ivoire                         | 120 min                               | CAN 2006                              |
| 122.                                  | 3 juin 2006                           | Espagne                               | 90 min                                | Match amical                          |
| 123.                                  | 16 août 2006                          | Uruguay                               | 90 min                                | Match amical                          |
| 124.                                  | 2 septembre 2006                      | Burundi                               | 90 min 53e                            | Qualifications CAN 2008               |
| 125.                                  | 7 octobre 2006                        | Botswana                              | 84e                                   | Qualifications CAN 2008               |
| 126.                                  | 15 novembre 2006                      | Afrique du Sud                        | 90 min                                | Match amical                          |
| 127.                                  | 7 février 2007                        | Suède                                 | 77e                                   | Match amical                          |
| 128.                                  | 25 mars 2007                          | Mauritanie                            | 74e                                   | Qualifications CAN 2008               |
| 129.                                  | 3 juin 2007                           | Mauritanie                            | 90 min 14e                            | Qualifications CAN 2008               |
| 130.                                  | 12 juin 2007                          | Koweït                                | 64e                                   | Match amical                          |
| 131.                                  | 22 août 2007                          | Côte d'Ivoire                         | 90 min                                | Match amical                          |
| 132.                                  | 9 septembre 2007                      | Burundi                               | 47 min 47e                            | Qualifications CAN 2008               |
| 133.                                  | 5 janvier 2008                        | Namibie                               | 63e 76e                               | Match amical                          |
| 134.                                  | 10 janvier 2008                       | Mali                                  | 50e                                   | Match amical                          |
| 135.                                  | 13 janvier 2008                       | Angola                                | 58e                                   | Match amical                          |
| 136.                                  | 26 janvier 2008                       | Soudan                                | 56e                                   | CAN 2008                              |
| 137.                                  | 30 janvier 2008                       | Zambie                                | 59e                                   | CAN 2008                              |
| 138.                                  | 4 février 2008                        | Angola                                | 71e                                   | CAN 2008                              |
| 139.                                  | 7 février 2008                        | Côte d'Ivoire                         | 90 min                                | CAN 2008                              |
| 140.                                  | 10 février 2008                       | Cameroun                              | 90 min                                | CAN 2008                              |
| 141.                                  | 26 mars 2008                          | Argentine                             | 88e                                   | Match amical                          |
| 142.                                  | 1er juin 2008                         | RD Congo                              | 90 min                                | Qualifications Coupe du monde 2010    |
| 143.                                  | 6 juin 2008                           | Djibouti                              | 90 min 53e                            | Qualifications Coupe du monde 2010    |
| 144.                                  | 14 juin 2008                          | Malawi                                | 90 min                                | Qualifications Coupe du monde 2010    |
| 145.                                  | 22 juin 2008                          | Malawi                                | 90 min                                | Qualifications Coupe du monde 2010    |
| 146.                                  | 20 août 2008                          | Soudan                                | 74e                                   | Match amical                          |
| 147.                                  | 7 septembre 2008                      | RD Congo                              | 74e                                   | Qualifications Coupe du monde 2010    |
| 148.                                  | 12 octobre 2008                       | Djibouti                              | 90 min 49e                            | Qualifications Coupe du monde 2010    |
| 149.                                  | 19 novembre 2008                      | Bénin                                 | 46e                                   | Match amical                          |
| 150.                                  | 23 janvier 2009                       | Kenya                                 | 45e 26e                               | Match amical                          |
| 151.                                  | 11 février 2009                       | Ghana                                 | 90 min                                | Match amical                          |
| 152.                                  | 29 mars 2009                          | Zambie                                | 90 min                                | Qualifications Coupe du monde 2010    |
| 153.                                  | 7 juin 2009                           | Algérie                               | 66e                                   | Qualifications Coupe du monde 2010    |
| 154.                                  | 15 juin 2009                          | Brésil                                | 50e                                   | Coupe des confédérations 2009         |
| 155.                                  | 18 juin 2009                          | Italie                                | 80e                                   | Coupe des confédérations 2009         |
| 156.                                  | 21 juin 2009                          | États-Unis                            | 50e                                   | Coupe des confédérations 2009         |
| 157.                                  | 12 août 2009                          | Guinée                                | 55e                                   | Match amical                          |
| 158.                                  | 5 septembre 2009                      | Rwanda                                | 69e 67e                               | Qualifications Coupe du monde 2010    |
| 159.                                  | 2 octobre 2009                        | Maurice                               | 57e 18e                               | Match amical                          |
| 160.                                  | 10 octobre 2009                       | Zambie                                | 90 min                                | Qualifications Coupe du monde 2010    |
| 161.                                  | 5 novembre 2009                       | Tanzanie                              | 56e                                   | Match amical                          |
| 162.                                  | 14 novembre 2009                      | Algérie                               | 90 min                                | Qualifications Coupe du monde 2010    |
| 163.                                  | 18 novembre 2009                      | Algérie                               | 90 min                                | Qualifications Coupe du monde 2010    |
| 164.                                  | 29 décembre 2009                      | Malawi                                | 45e                                   | Match amical                          |
| 165.                                  | 4 janvier 2010                        | Mali                                  | 54e                                   | Match amical                          |
| 166.                                  | 12 janvier 2010                       | Nigeria                               | 90 min 54e                            | CAN 2010                              |
| 167.                                  | 16 janvier 2010                       | Mozambique                            | 90 min                                | CAN 2010                              |
| 168.                                  | 20 janvier 2010                       | Bénin                                 | 90 min                                | CAN 2010                              |
| 169.                                  | 25 janvier 2010                       | Cameroun                              | 117e 37e 95e                          | CAN 2010                              |
| 170.                                  | 28 janvier 2010                       | Algérie                               | 90 min                                | CAN 2010                              |
| 171.                                  | 31 janvier 2010                       | Ghana                                 | 90 min                                | CAN 2010                              |
| 172.                                  | 3 mars 2010                           | Angleterre                            | 63e                                   | Match amical                          |